# Ignacio Mendoza Unzaín
Ignacio Mendoza Unzaín es un médico y político paraguayo; diputado nacional por el Departamento Central entre 1998 a 2008.
Está afiliado a la Unión Nacional de Ciudadanos Éticos (UNACE).

## Carrera
Médico de profesión, fue titular del Instituto de Previsión Social de Paraguay en 1993.
Fue diputado nacional en representación del Departamento Central desde 1998 hasta 2008 (siendo reelecto en 2003) por el UNACE.
En 2008 fue elegido Parlamentario del Mercosur, desempeñándose en el cargo hasta 2013. Allí fue vicepresidente, en representación de la delegación de Paraguay, y presidente en dos oportunidades. Durante su presidencia se realizaron dos sesiones en la ciudad de Asunción, aprobándose en una de ellas «Acuerdo Político para la Consolidación del Mercosur». En junio de 2012, en el contexto de la crisis política en Paraguay, la Cancillería Argentina no le permitió participar de la cumbre del Mercosur realizada en la ciudad de Mendoza.
En 2018 es candidato a diputado por el Movimiento Colorado Añetete. Fue también Gran Maestro de la Gran Logia Simbólica del Paraguay.